# Savoyeux
Savoyeux és un municipi francès situat al departament de l'Alt Saona i a la regió de Borgonya - Franc Comtat. L'any 2007 tenia 211 habitants.

## Demografia

### Població
El 2007 la població de fet de Savoyeux era de 211 persones. Hi havia 91 famílies, de les quals 26 eren unipersonals (15 homes vivint sols i 11 dones vivint soles), 34 parelles sense fills, 27 parelles amb fills i 4 famílies monoparentals amb fills.
La població ha evolucionat segons el següent gràfic:
Habitants censats

### Habitatges
El 2007 hi havia 136 habitatges, 96 eren l'habitatge principal de la família, 25 eren segones residències i 16 estaven desocupats. 128 eren cases i 9 eren apartaments. Dels 96 habitatges principals, 78 estaven ocupats pels seus propietaris, 15 estaven llogats i ocupats pels llogaters i 2 estaven cedits a títol gratuït; 1 tenia una cambra, 3 en tenien dues, 14 en tenien tres, 28 en tenien quatre i 50 en tenien cinc o més. 82 habitatges disposaven pel capbaix d'una plaça de pàrquing. A 47 habitatges hi havia un automòbil i a 36 n'hi havia dos o més.

### Piràmide de població
La piràmide de població per edats i sexe el 2009 era:
| Homes | Edats   | Dones |
| ----- | ------- | ----- |
| 0     | 95 o +  | 0     |
| 0     | 90 a 94 | 0     |
| 4     | 85 a 89 | 8     |
| 0     | 80 a 84 | 0     |
| 0     | 75 a 79 | 12    |
| 8     | 70 a 74 | 4     |
| 0     | 65 a 69 | 4     |
| 8     | 60 a 64 | 8     |
| 12    | 55 a 59 | 4     |
| 12    | 50 a 54 | 20    |
| 12    | 45 a 49 | 4     |
| 12    | 40 a 44 | 4     |
| 4     | 35 a 39 | 0     |
| 0     | 30 a 34 | 8     |
| 12    | 25 a 29 | 0     |
| 8     | 20 a 24 | 12    |
| 4     | 15 a 19 | 4     |
| 8     | 10 a 14 | 4     |
| 8     | 5 a 9   | 0     |
| 4     | 0 a 4   | 0     |

## Economia
El 2007 la població en edat de treballar era de 123 persones, 79 eren actives i 44 eren inactives. De les 79 persones actives 73 estaven ocupades (43 homes i 30 dones) i 7 estaven aturades (3 homes i 4 dones). De les 44 persones inactives 19 estaven jubilades, 5 estaven estudiant i 20 estaven classificades com a «altres inactius».

### Ingressos
El 2009 a Savoyeux hi havia 96 unitats fiscals que integraven 212 persones, la mediana anual d'ingressos fiscals per persona era de 17.980,5 €.

### Activitats econòmiques
Dels 9 establiments que hi havia el 2007, 1 era d'una empresa extractiva, 4 d'empreses de fabricació d'altres productes industrials, 1 d'una empresa de construcció, 2 d'empreses de comerç i reparació d'automòbils i 1 d'una empresa de serveis.
L'any 2000 a Savoyeux hi havia 7 explotacions agrícoles que ocupaven un total de 261 hectàrees.

## Poblacions més properes
El següent diagrama mostra les poblacions més properes.